# Gora Sopka
Gora Sopka (Transkription von russisch Гора Сопка ‚Hügelberg‘) ist ein Nunatak in den Prince Charles Mountains des ostantarktischen Mac-Robertson-Lands. Er ragt an der Südostseite des McLeod-Massivs im östlichen Teil der Aramis Range auf.
Russische Wissenschaftler benannten ihn.